# Intifada
Intifada (også stavet intifadah) (Arabisk: انتفاضة, transskription: intifāḍah, oversat: "opstand") er et arabisk udtryk for opstand eller oprør. Ordet bliver også brugt i den almindelige betydning "at ryste snavset af sig". Det er et nøglebegreb i nutidig arabisk brug, der henviser til et legitimt oprør mod undertrykkelse.
Udtrykket fik international udbredelse i forbindelse med to palæstinensiske opstande rettet mod Israel og dets kontrol eller besættelse af palæstinensiske områder – en del af den bredere israelsk-palæstinensiske konflikt. Udtrykket Intifada er også blevet brugt i forbindelse med arabiske og muslimske opstande rundt omkring i verdenen, blandt andet i Irak i 1952 og Frankrig 2005.

## Etymologi
Intifada er et arabisk ord, der bogstaveligt talt betyder "skælven", "gysende", "gysende". Det er afledt af et arabisk udtryk nafada , der betyder "at ryste", "ryste af", "slippe af med", som en hund kan ryste vandet af, eller som man kan ryste søvn eller snavs fra sine sandaler.

## Palæstinensiske intifadaer

### Første intifada
Den første intifada (1987–1992) var et omfattende palæstinensisk oprør mod de israelske magthaver. Det startede i Jabalya flygtningelejr i Gaza den 9. december 1987, efter en israelsk lastbil havde kollideret med en civil bil og dræbt fire palæstinensiske arbejdere. Dette udløst efterfølgende et oprør, hvor indbyggerne kastede sten og benzinbomber mod israelske patruljer. Urolighederne spredte sig hurtigt til de resterende palæstinensiske områder.
Den palæstinensiske modstand udmøntede sig i blandt andet civil ulydighed, boykot af israelske varer, graffiti, barrikader og stenkast mod israelsk militær. Sidstnævnte – særligt med billeder af stenkastende børn – var årsagen til at intifadaen fik stor opmærksomhed internationalt. Israel besvarede angrebene med skarpladte våben og tåregas.
Intifadaen var med til at fremskyde processen, som ledte til Oslo-aftalerne i august 1993, hvor PLO erkendte Israels ret til at eksistere, og det palæstinensiske selvstyre blev etableret. Volden blev først nedtrappet i 1991 og intifadaen standsede med underskrivelsen af Oslo-aftalerne.

### Anden intifada
Den anden intifada – også kendt som al-Aqsa-intifadaen – refererer til den anden palæstinensiske opstand, der begyndte den 28. september 2000. Intifadaen opstod som følge af et kontroversielt besøg af den daværende oppositionspolitiker Ariel Sharon på Tempelbjerget i den gamle bydel i Jerusalem, hvor Al-Aqsa-moskéen bl.a. er beliggende.
Den anden intifada forårsagede et højt antal ofre – både blandt civile såvel som kombattanter. Israelske styrker gjorde bl.a. brug af skydevåben, kampvogne, luftangreb og målrettede drab, mens palæstinenserne gjorde brug af bl.a. skydevåben, selvmordsbomber, stenkast og raketangreb. Generelt var den anden intifada karakteriseret som mere voldelige sammenlignet med den første.
Flere anser Sharm el-Sheikh-topmødet i 2005 for at have markeret afslutningen på den anden intifada. Den anden intifada resulterede yderligere i, at Israel konstruerede separationsbarrieren.

## Andre begivenheder omtalt som en intifada
- Iraqi Intifada (en)
- 2005 French riots (en)[2]